# Завадів (Львівський район)
Зава́дів — село в Україні, у складі Львівської міської громади, підпорядковується Львівській міській раді, як частина Шевченківського району м. Львова, Львівського району, Львівської області.  
Завадів належав до Львівського повіту. Пн. частиною села пропливає Недільчина. Сільська забудова лежить на пн. території села. Південна частина території села лісиста. В 1890 році було 52 будинки, 361 житель в ґміні. (201 греко-католик, 123 римо-католики, 30 євреїв, 7 інших віросповідань; 245 русинів, 116 поляків). Парафія римо-католицька була в Костеєві, греко-католицька в Зашкові. В селі була гмінна кредитна каса з капіталом 384 зл. На початку XIX ст. існувала тут фабрика з виготовлення паперу, тому одна частина села називається дотепер «Папірня».

## Уродженці
- Гапа Ольга Євстахівна — народна артистка України (2020).